# Bad Rodach

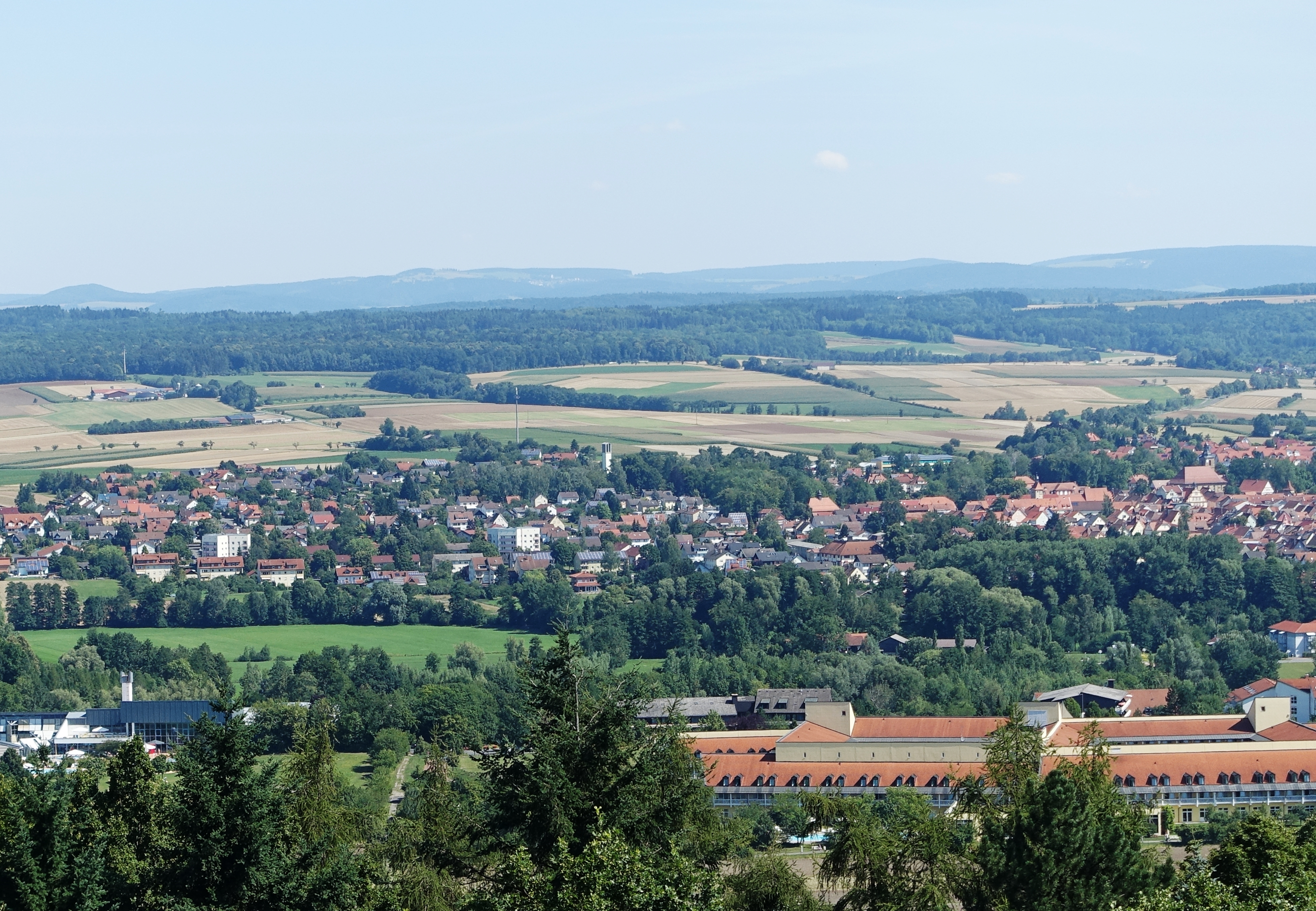
Blick von Südwesten auf Bad Rodach

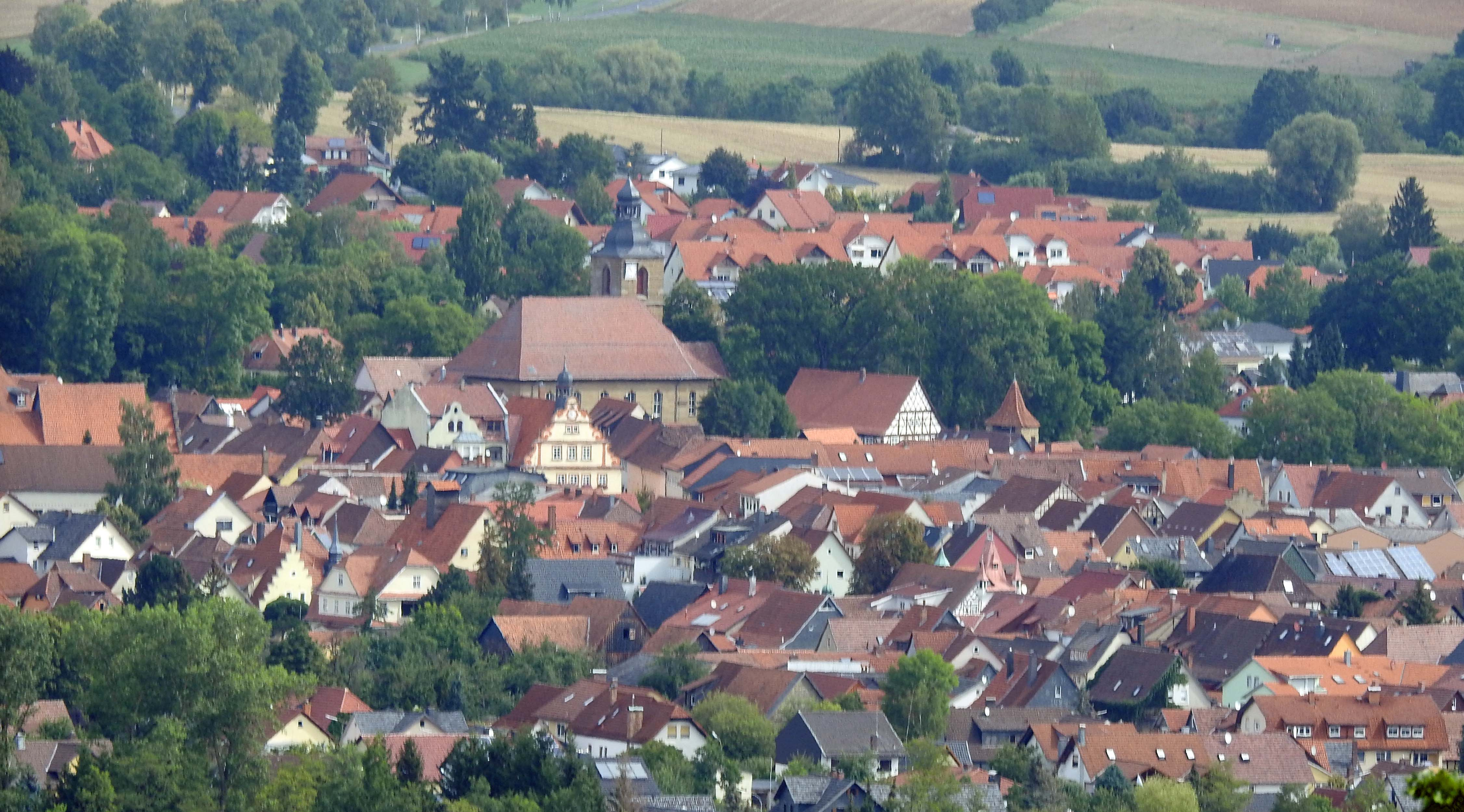
Altstadt von Südwesten

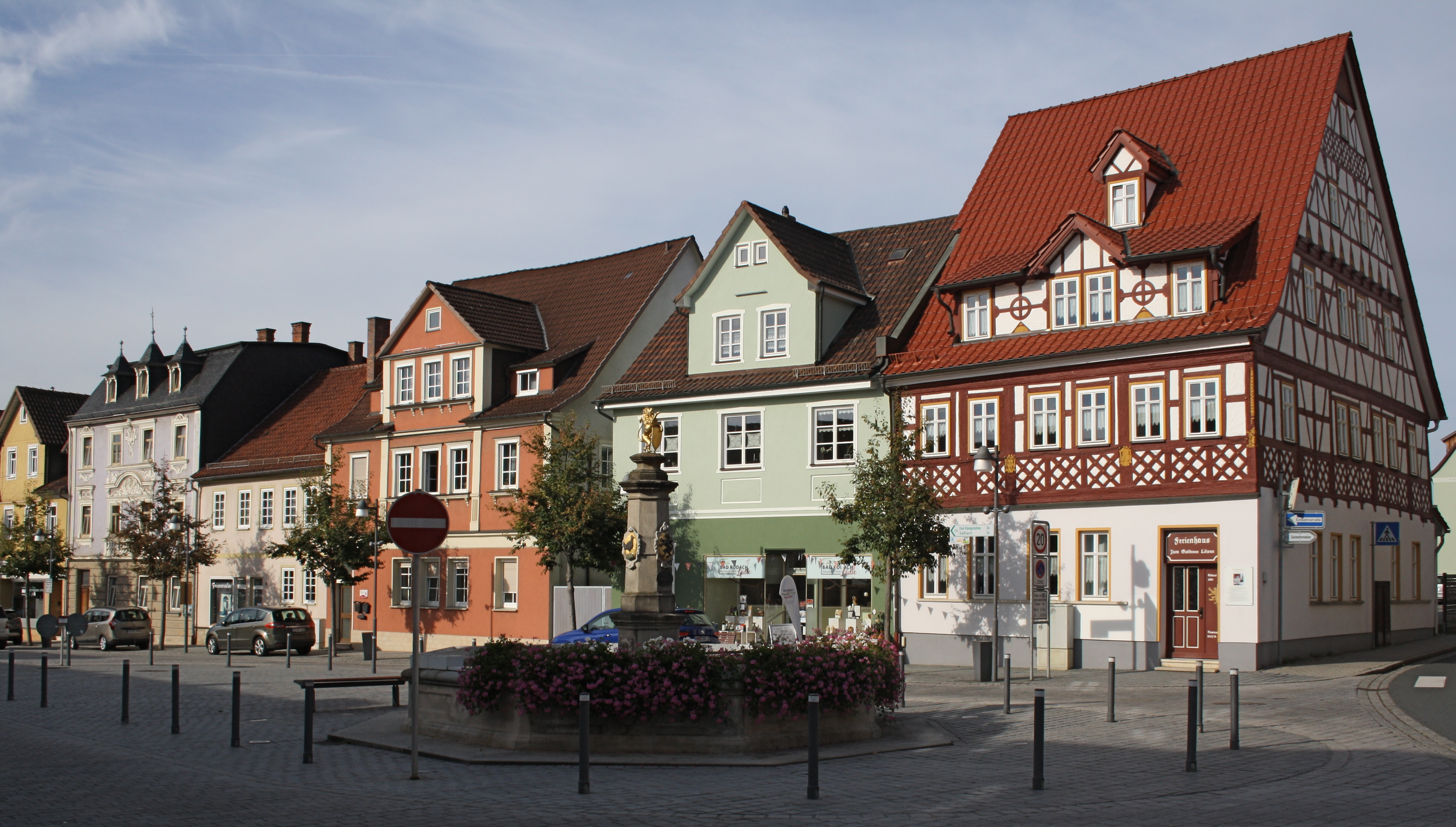
Markt

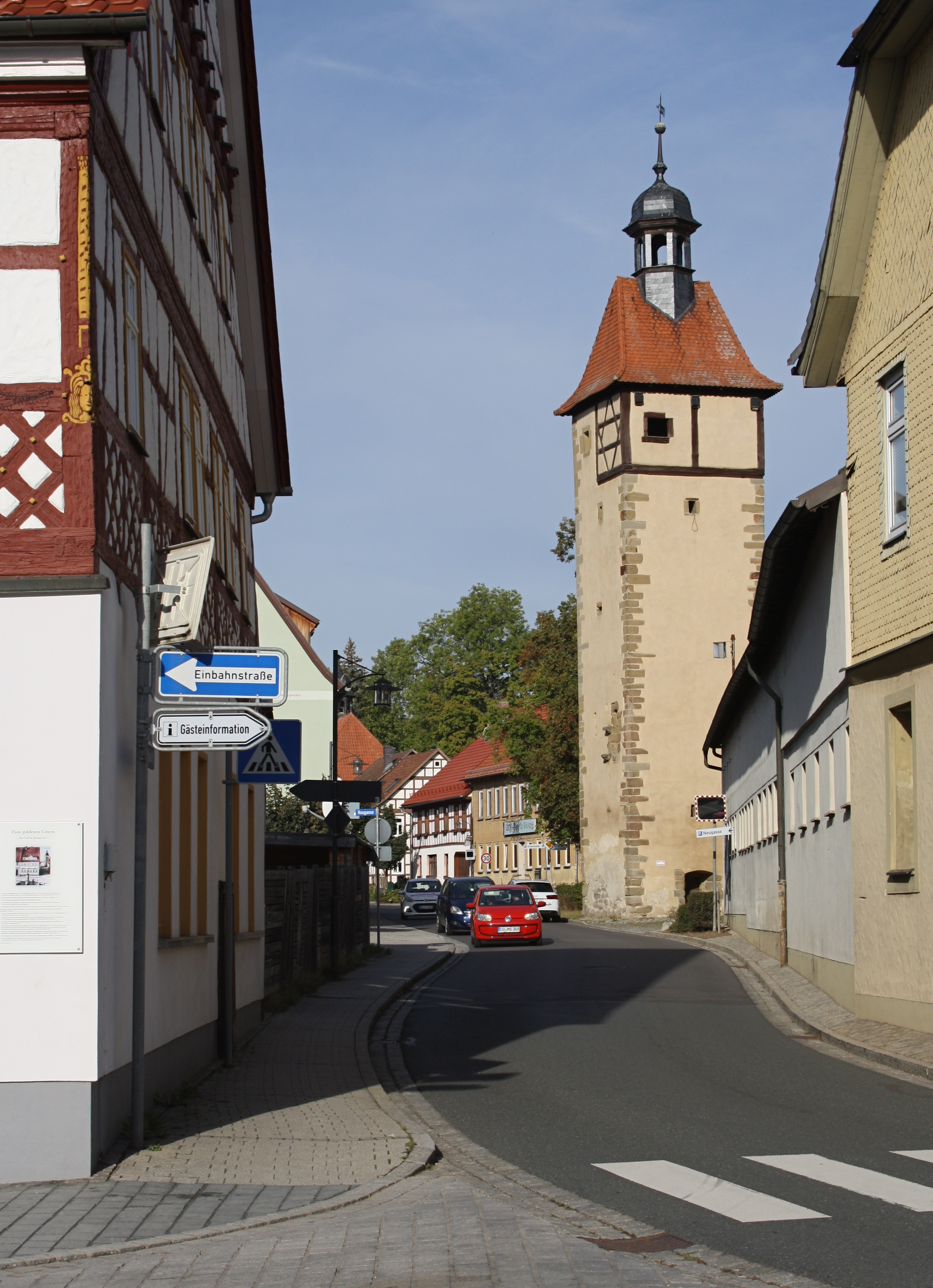
Hildburghäuser Straße und Kupfersturm

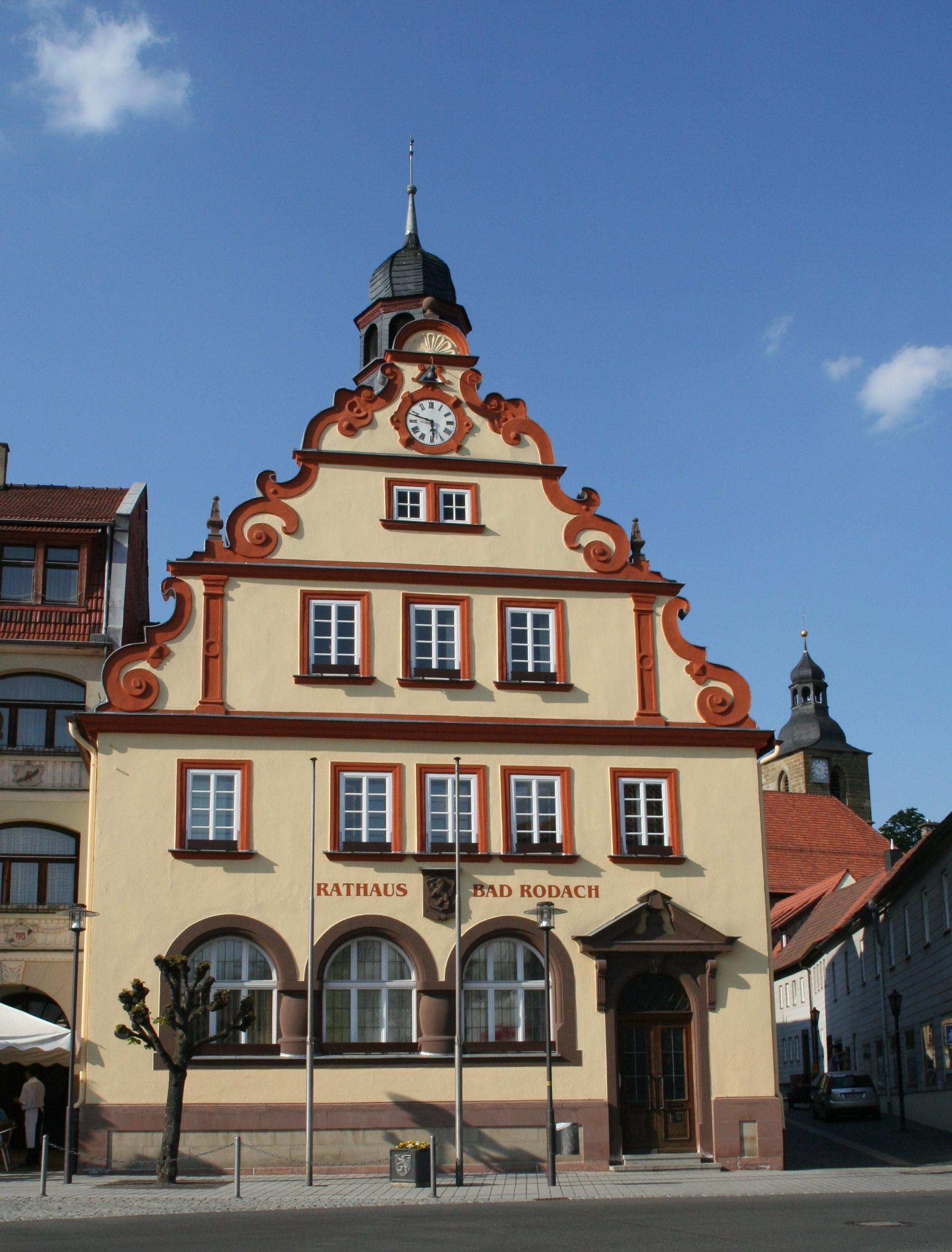
Rathaus

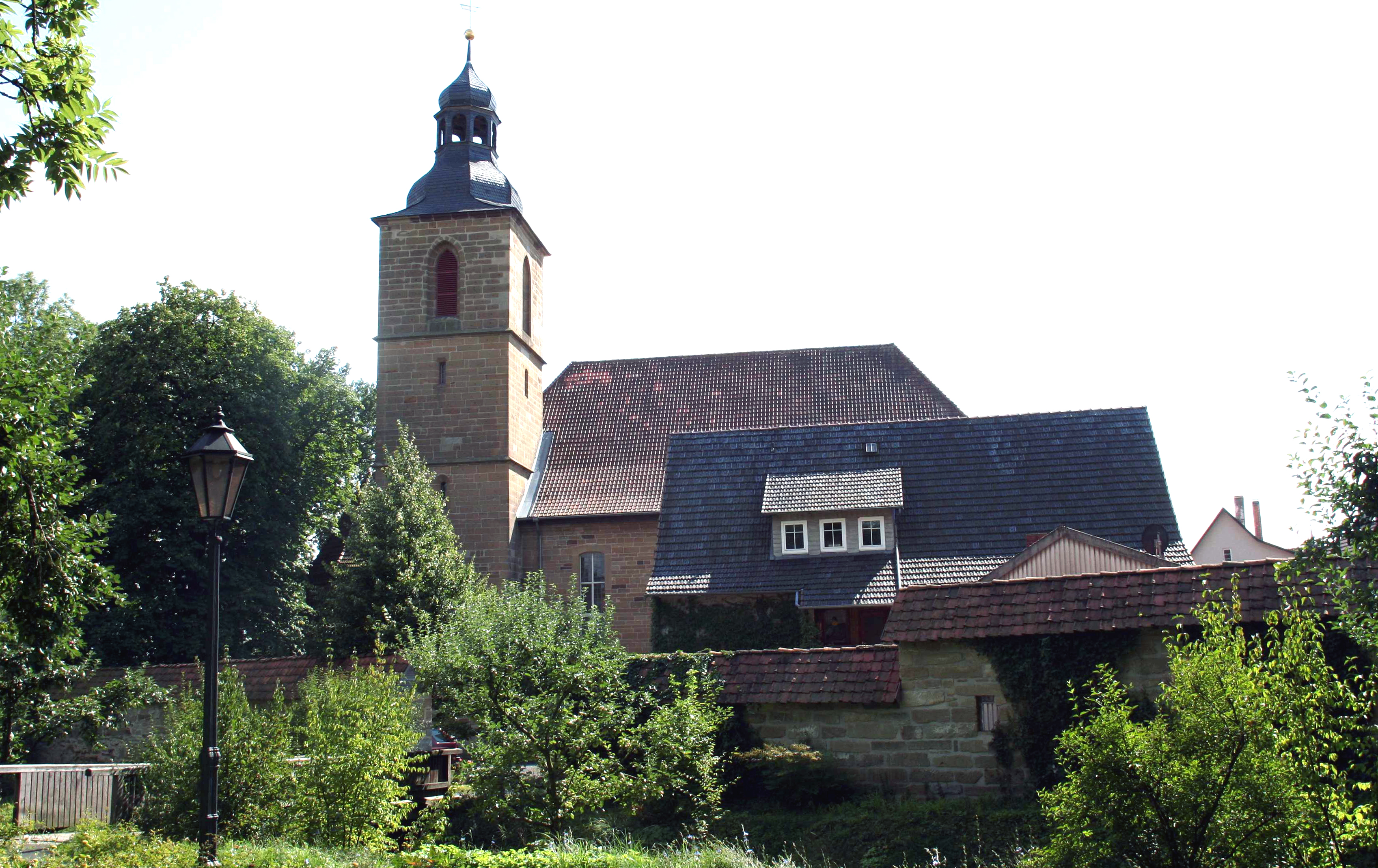
Evangelische Johanniskirche

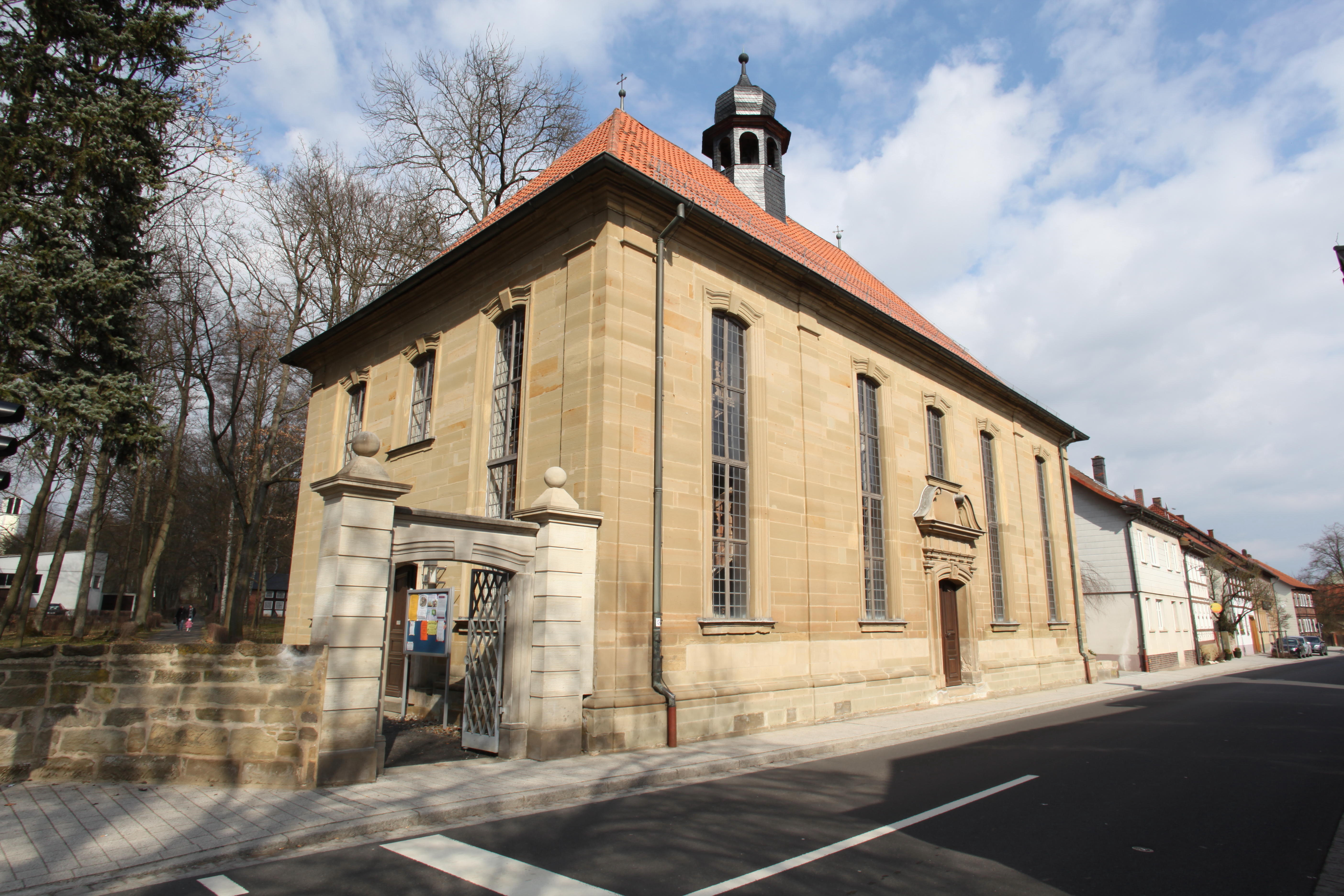
Evangelische Salvatorkirche

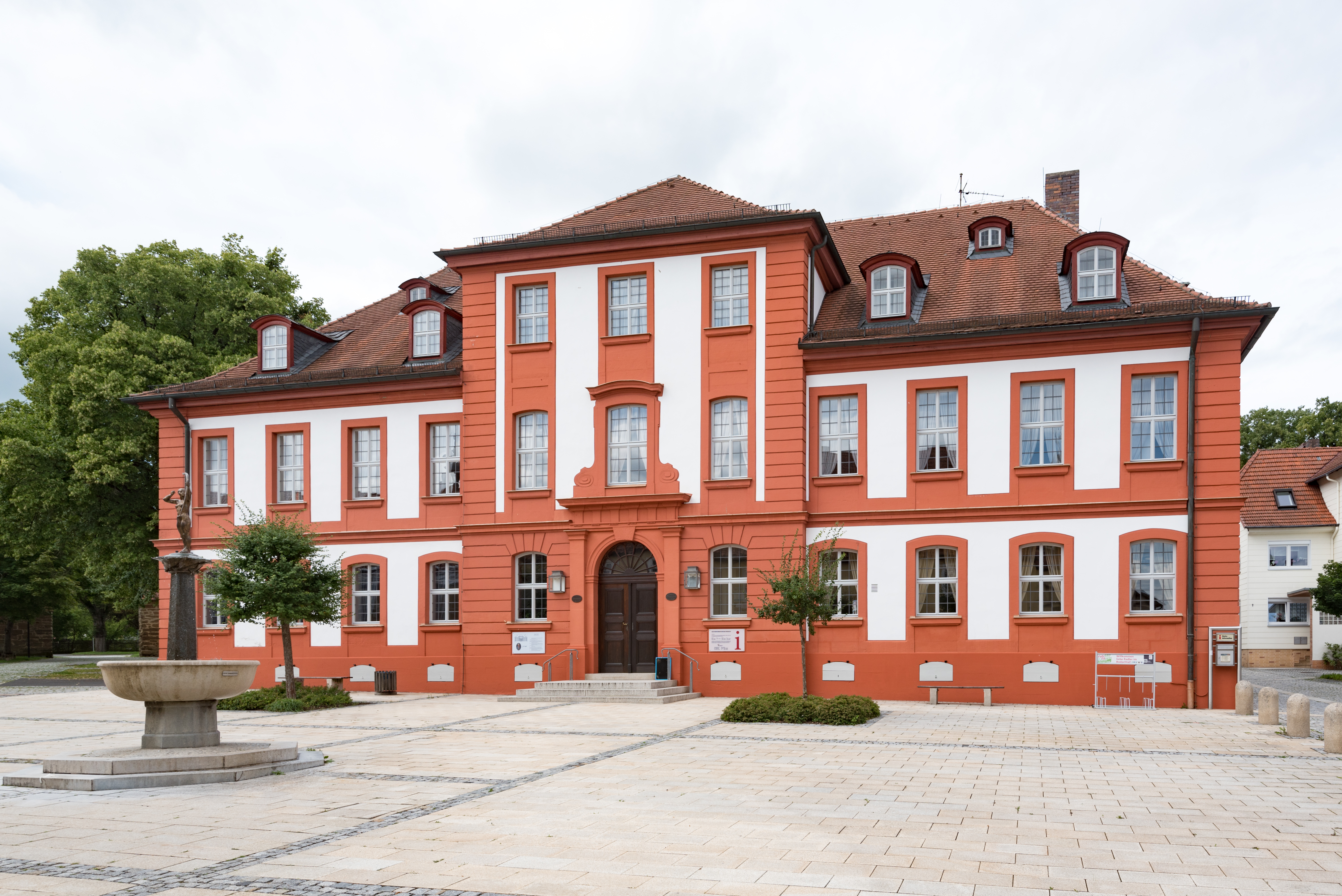
Jagdschloss

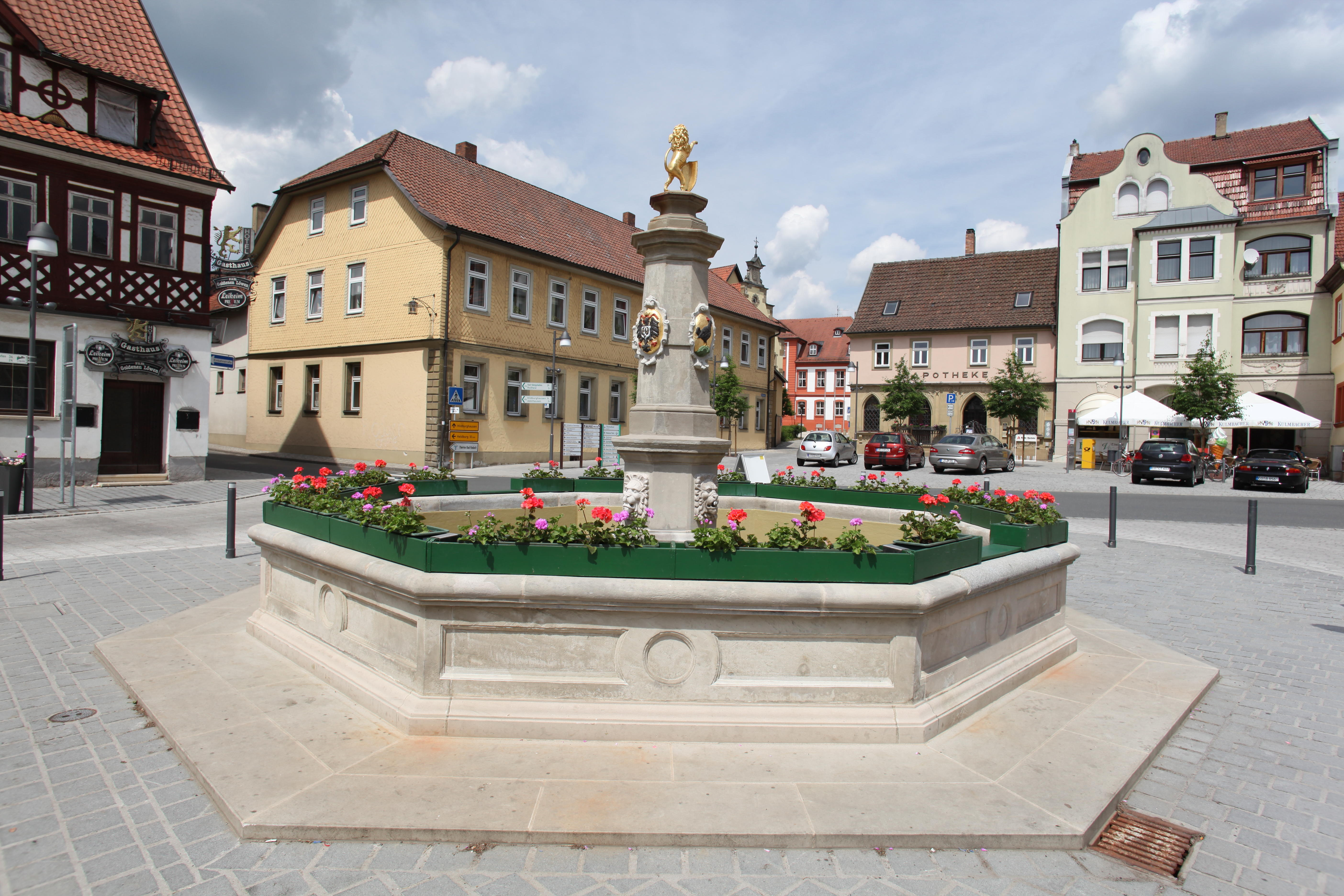
Marktbrunnen

Bad Rodach (bis 1999 Rodach) ist eine Stadt im oberfränkischen Landkreis Coburg. Seit 1999 ist die Stadt als Heilbad mit der wärmsten Thermalquelle Frankens anerkannt.

## Geografie

### Lage
Die Stadt liegt im Norden Bayerns im Landkreis Coburg, unweit der Grenze zu Thüringen. Sie befindet sich rund 18 Kilometer nordwestlich von Coburg zwischen den Langen Bergen im Osten und den Gleichbergen im Westen am Fluss Rodach.

### Stadtgliederung
Bad Rodach hat 19 amtliche Gemeindeteile (in Klammern ist der Ortstyp angegeben):
- Altmühle (Einöde)
- Bad Rodach (Hauptort)
- Breitenau (Kirchdorf)
- Carlshan (Weiler)
- Elsa (Pfarrdorf)
- Gauerstadt (Kirchdorf)
- Grattstadt (Kirchdorf)
- Hainmühle (Einöde)
- Heldritt (Kirchdorf)
- Lempertshausen (Dorf)
- Mährenhausen (Dorf)
- Neumühle (Einöde)
- Neumühle (Einöde)
- Niederndorf (Weiler)
- Oettingshausen (Kirchdorf)
- Roßfeld (Pfarrdorf)
- Rudelsdorf (Dorf)
- Schweighof (Einöde)
- Sülzfeld (Dorf)

### Nachbargemeinden
Es gibt folgende Nachbargemeinden:
| Nachbargemeinde | Einwohner | Quellenangabe            |
| --------------- | --------- | ------------------------ |
| Heldburg        | 3322      | statistik.thueringen.de  |
| Meeder          | 3630      | statistikdaten.bayern.de |
| Straufhain      | 2677      | statistik.thueringen.de  |
| Veilsdorf       | 2720      | statistik.thueringen.de  |

Stand der Einwohnerzahlen vom 31. Dezember 2023

## Geschichte

### Bis zum Wechsel nach Bayern
Die Anfänge des Ortes Rodach, der im Frühmittelalter „Radaha“ oder „Rotaha“ bezeichnet wurde, reichen bis in die zweite Hälfte des 8. Jahrhunderts zurück. Erstmals wurde er in einer von Arnulf III. am 11. März 899 in Regensburg unterzeichneten Urkunde erwähnt. Mit dem Dokument gab Arnulf III. einige seiner Gebiete seinem Diener Pippo zurück, der ehemals König dieser Gebiete war, um sein Seelenheil zu retten. Die erste urkundliche Erwähnung des Gemeindeteils Grattstadt erfolgte in einer Schenkungsurkunde vom Jahr 815 oder 823, mit der ein „Erluuin“ (Erwin) seine Güter in „Grezzistat (Grecestetten, Grazzestadt)“ im Grabfelde dem Stift Fulda schenkte.
1362 erhielt Rodach die Stadtrechte. Um 1300 wurde eine städtische Siedlung rund um den Marktplatz gegründet, die 1386 mit einer Stadtmauer umgeben wurde und 1425 die eigene Gerichtsbarkeit erhielt. Mit der Reformation wurde in Rodach die evangelisch-lutherische Konfession eingeführt.
In Rodach befand sich „an der Siechbrücke“ ein mittelalterliches Leprosorium, das als „Haus für Sondersieche“ bezeichnet wurde. Ein Jahr der Ersterwähnung ist nicht bekannt.
Bad Rodach besaß ein Gestüt, die Stuterei Rodach, die 1524 das erste Mal schriftlich erwähnt und um 1806 aufgehoben wurde, nachdem die Stallungen durch einen starken Sturm niedergerissen und nicht mehr aufgebaut worden waren. Es gibt Anzeichen, dass die Pferdezucht bereits lange vor der ersten schriftlichen Nennung bestand; Ortsnamen wie Roßfeld und Mährenausen, die zum damaligen Rodach gehörten, wurden bereits im 13. Jahrhundert erwähnt.
Ab 1531 wurde Rodach zur Landesfestung ausgebaut, deren Steine aus dem nach 1550 abgebrochenen Kloster Georgenberg stammten.
Im Dreißigjährigen Krieg wurde die Stadt 1632 zerstört und brannte bis auf wenige Häuser nieder. 1634 wurde die Stadt von kaiserlichen Truppen geplündert und litt 1635 unter einer Hungersnot, durch die 808 Menschen starben. Die Stadt wurde wieder aufgebaut, und im frühen 19. Jahrhundert entstanden die ersten Industriebetriebe. 1825 wurde die westliche Stadtmauer abgebrochen; die Steine wurden zum Wiederaufbau der kurz zuvor abgebrannten Häuser am Marktplatz verwendet. Im Jahre 1857 wurde auch die restliche Stadtmauer mit dem Coburger Tor und dem Torturm abgebrochen.
Am 1. Juli 1892 erhielt die Stadt eine Eisenbahnverbindung mit Coburg. 1911 wurde das städtische Elektrizitätswerk in Betrieb genommen.
Am 1. Juli 1920 vereinigte sich der Freistaat Coburg, zu dem Rodach gehörte, mit dem Freistaat Bayern.

### 20. und 21. Jahrhundert
Im Staatsvertrag des Freistaats Bayern mit dem Freistaat Coburg über die Vereinigung Coburgs mit Bayern vom 14. Februar 1920 wurde in Paragraf 2 vereinbart, dass die Stadt Rodach kreisfrei bleibt. Allerdings galt der Vorbehalt im Schlussprotokoll, Rodach die Kreisfreiheit zu entziehen, falls die Stadt nicht binnen 15 Jahren die in Bayern geltenden Voraussetzungen für die Verleihung des Status einer kreisfreien Stadt erfülle. Am 1. April 1940 erfolgte die Eingliederung in den Landkreis Coburg. Bei rund 3000 Einwohnern wurde die Richtzahl für die Kreisfreiheit bayerischer Städte (10000 Einwohner) verfehlt.
Wie auch in Coburg, gab es in Rodach früh eine Akzeptanz des Nationalsozialismus. Im Jahr 1929 wurde eine NSDAP-Ortsgruppe gegründet.:S. 203 Bei der Reichstagswahl vom 31. Juli 1932 erhielt die NSDAP 751 von 1636 gültigen Stimmen.
Am 10. April 1945 eroberte die US-Armee nach einem Artilleriebeschuss Rodach. „Große Zerstörungen beim Einmarsch der Amerikaner“ heißt es auf einer Schautafel am Rathaus. Auch die Stadtkirche war betroffen. Rodach gehörte fortan zur amerikanischen Besatzungszone. Über 40 Jahre lang trennte die innerdeutsche Grenze die Stadt Rodach von ihrem Thüringer Hinterland.
Im Jahr 2016 hatte die Kernstadt knapp 3900 Einwohner und rund 4000 Arbeitsplätze.

### Entwicklung zum Kurbad
Am 1. März 1972 wurde Nordbayerns wärmste Thermalquelle (34 °C) in 652 Meter Tiefe erschlossen. Sie begründete die Entwicklung der Stadt zum Kurbad. Zur Nutzung dieser Thermalquelle wurde ab 1973 ein Thermal-Bewegungsbad erbaut und am 5. Juni 1976 eingeweiht. 1981 folgte die staatliche Anerkennung Rodachs als Erholungsort und 1999 die Anerkennung als Heilbad.
Heute gibt es die ThermeNatur Bad Rodach mit Bade- und Saunalandschaft sowie Wellnessabteilung.
Am 18. November 1989 wurde die innerdeutsche Grenze geöffnet und die Straße zum Südthüringer Nachbarort Adelhausen für den Durchgangsverkehr freigegeben. Es entstanden der Kurpark (1989), das erweiterte Thermalbad (1996), ein Klinikum (1997) und ein Seniorenzentrum (1998). Am 29. Januar 1999 erfolgte die Namensänderung in Bad Rodach.

### Religionen
Die Rodacher Stadtkirche St. Johannis wurde 1350 zur Pfarrkirche erhoben und gehört seit der Reformation zur Evangelisch-Lutherischen Kirche. Weitere evangelische Kirchen gibt es in den Gemeindeteilen Breitenau, Elsa, Gauerstadt, Grattstadt, Heldritt, Oettingshausen und Roßfeld. Seit 1957 gibt es in Rodach auch eine römisch-katholische Kirche, heute existiert außerdem eine neuapostolische Kirche.

### Eingemeindungen
| Ehemalige Gemeinde | Einwohner (1970) | Datum      | Anmerkung                                      |
| ------------------ | ---------------- | ---------- | ---------------------------------------------- |
| Breitenau          | 204              | 01.05.1978 |                                                |
| Elsa               | 292              | 01.05.1978 |                                                |
| Gauerstadt         | 581              | 01.05.1978 | mit Carlshan und Niederndorf                   |
| Grattstadt         | 269              | 01.07.1971 | Zusammenschluss mit Heldritt zu Langenbergen   |
| Heldritt           | 665              | 01.07.1971 | Zusammenschluss mit Grattstadt zu Langenbergen |
| Langenbergen       | –                | 01.05.1978 |                                                |
| Lempertshausen     | 138              | 01.01.1975 |                                                |
| Mährenhausen       | 157              | 01.01.1972 |                                                |
| Oettingshausen     | 126              | 01.01.1975 |                                                |
| Roßfeld            | 305              | 01.07.1971 |                                                |
| Rudelsdorf         | 25               | 01.01.1970 |                                                |
| Schweighof         | 18               | 01.04.1928 | Eingemeindung nach Elsa                        |
| Sülzfeld           | 84               | 01.01.1972 |                                                |

Am 1. Januar 2025 wurde das 2,8 km² große, gemeindefreie Gebiet Gellnhausen eingemeindet.

### Einwohnerentwicklung
Im Zeitraum von 1988 bis 2018 wuchs die Stadt von 6149 auf 6394 um 245 Einwohner bzw. um 4 %. Ein Höchststand wurde am 31. Dezember 2000 mit 6672 Einwohnern erreicht.

## Politik

### Stadtrat
Die Kommunalwahl am 15. März 2020 führte zu folgender Sitzverteilung im Stadtrat (in Klammern Sitze 2014):
| CSU                                 | 5 Sitze (4) |
| GRÜNE                               | 2 Sitze (0) |
| SPD                                 | 6 Sitze (7) |
| Freie Wähler                        | 4 Sitze (6) |
| Zukunftsforum Bad Rodach            | 1 Sitz (3)  |
| ÖDP                                 | 1 Sitz (0)  |
| Sozial und Bürgernah für Bad Rodach | 1 Sitz (0)  |

### Bürgermeister
Seit dem 1. November 2012 ist Tobias Ehrlicher (SPD) erster Bürgermeister der Stadt. Er wurde im Alter von 25 Jahren gewählt und war damals der jüngste amtierende Bürgermeister Deutschlands.  Obwohl er zwei Gegenkandidaten hatte, erhielt er bereits im ersten Wahlgang 68,9 Prozent der abgegebenen Stimmen. Bei der Bürgermeisterwahl 2020 wurde er mit 70,3 % der gültigen Stimmen gegen Christoph Herold (CSU) wiedergewählt.

### Wappen
| Wappen von Bad Rodach | Blasonierung: „In Gold ein rot bewehrter schwarzer Löwe (Meißner Löwe).“ |
| Wappen von Bad Rodach |                                                                          |

## Kultur und Sehenswürdigkeiten

### Theater
- Waldbühne Heldritt mit 800 überdachten Zuschauerplätzen in Heldritt. Jährlich werden von Juli bis August ein Kinderstück und ein Lustspiel des Heimatvereins Heldritt aufgeführt sowie eine Operette der Coburger Sommeroperette.

### Nachtwächter
Seit 1982 gibt es in (Bad) Rodach wieder Nachtwächter. 2012 konnten sie ihr 30-jähriges Jubiläum feiern. Bad Rodach ist die Wiege der Europäischen Nachtwächter- und Türmerzunft, die 1987 im dänischen Ebeltoft gegründet wurde.
Walter Kienel, nach Wolfgang Grosch der zweite Rodacher Nachtwächter, war von der Gründung der Zunft bis zum Jahr 2004 Zunftmeister dieser europäischen Gemeinschaft. Aus gesundheitlichen Gründen musste er das Amt aufgeben und war bis zu seinem Tode Ehrenzunftmeister. Zunftmeister ist Johannes Thier.
Die Auftritte der Bad Rodacher Nachtwächter finden von Mai bis September immer am Donnerstag statt. Um 19:30 Uhr gibt es vorab die Möglichkeit, den Nachtwächterturm an der Stadtmauer zu besichtigen. Um 20:00 Uhr beginnt der Nachtwächterrundgang, Treffpunkt ist der Schlossplatz Bad Rodach. Am ersten Donnerstag im Monat findet um 20:00 Uhr anstatt des Nachtwächterrundgangs die Nachtwächteraufführung am Pulverturm an der Alten Schule statt, welche dann musikalisch von einer ortsansässigen Kapelle begleitet wird. Die Nachtwächter erzählen und kommentieren aktuelle Geschehnisse in Form von Reimen, begleitet durch Hornblasen. Ihr Ehrenkodex ist es, jeden Auftritt mit neuen Versen zu gestalten.
„Hört ihr Leut, wir geben kund,
wir nehmen kein Blatt vor dem Mund,
alles was um uns passiert,
wird angebracht, gereimt und kommentiert.
Die Gäste all’ wir informieren,
das Gute und das Schlechte wir glossieren,
wir stehen ein für unsre Stadt,
die ein gut’s Thermalbad hat.“

### Kurbetrieb
- ThermeNatur Bad Rodach, staatlich anerkannter Heilquellenkurbetrieb

### Bäder

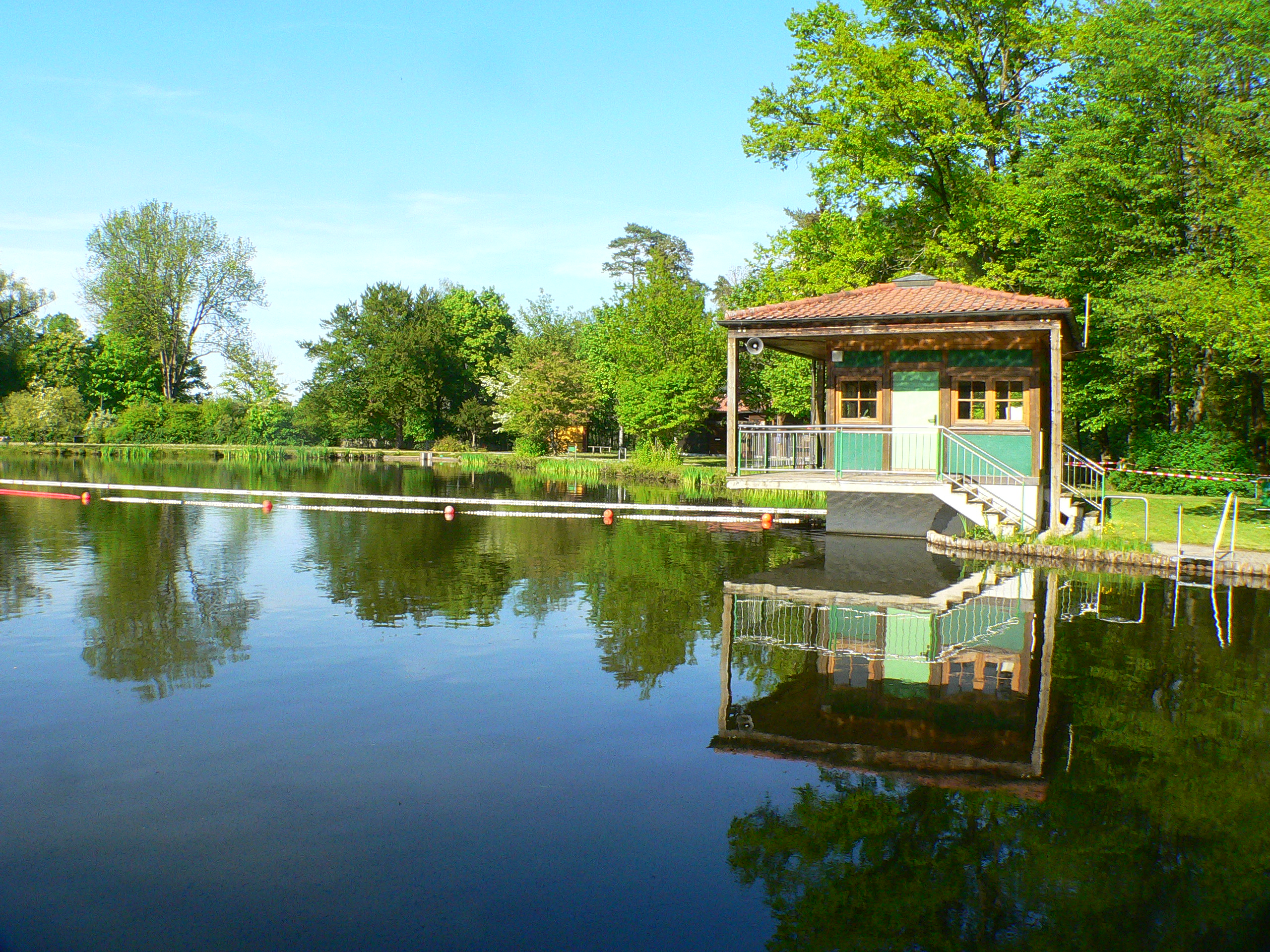
Waldbad in Bad Rodach

- Waldbad, 1932 eröffnet

### Museen
- Heimatmuseum

### Musik
Der Rodacher Rückertkreis veranstaltet regelmäßig Konzerte und Vortragsveranstaltungen. Künstler wie Siegfried Jerusalem und Susanne Kessel sind regelmäßig Gäste in Bad Rodach.
Der Verein ist im Besitz eines Flügels der Firma Steinway & Sons, dadurch werden viele international bekannte Künstler nach Bad Rodach gelockt.

### Bauwerke
- Altes Gerichtsgebäude
- Fridolinhaus
- Jagdschloss
- Kupfersturm[Anm. 1]
- Johanniskirche
- Kloster Georgenberg (Reste der Kapelle)
- Salvatorkirche
- St. Marien
- Henneberger Warte
- Familiengrabstätte der Familie Max Roesler auf dem Friedhof der Salvator-Kirche

Kirchen in den Gemeindeteilen
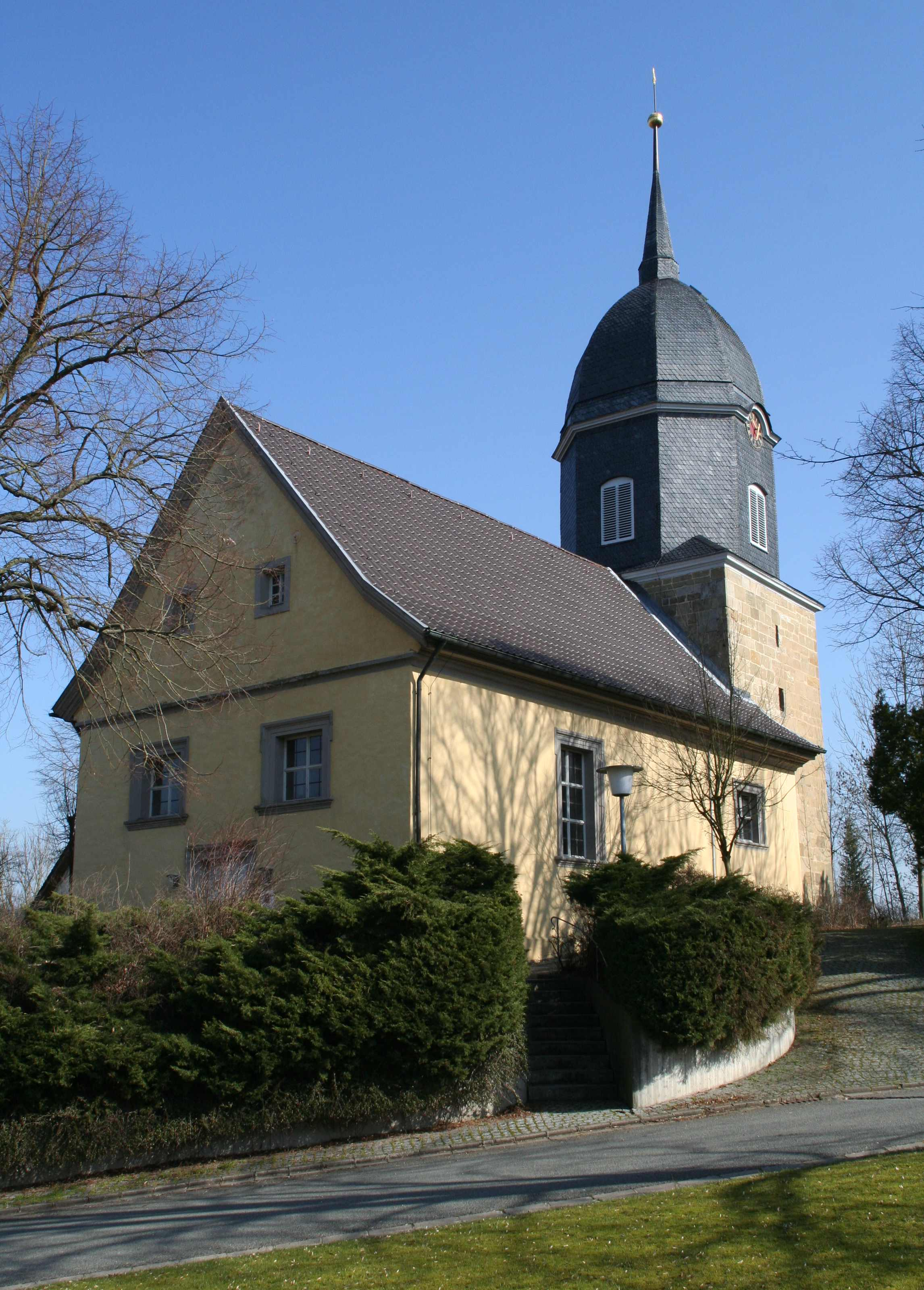
Evangelische Kirche Unserer Lieben Frau in Breitenau
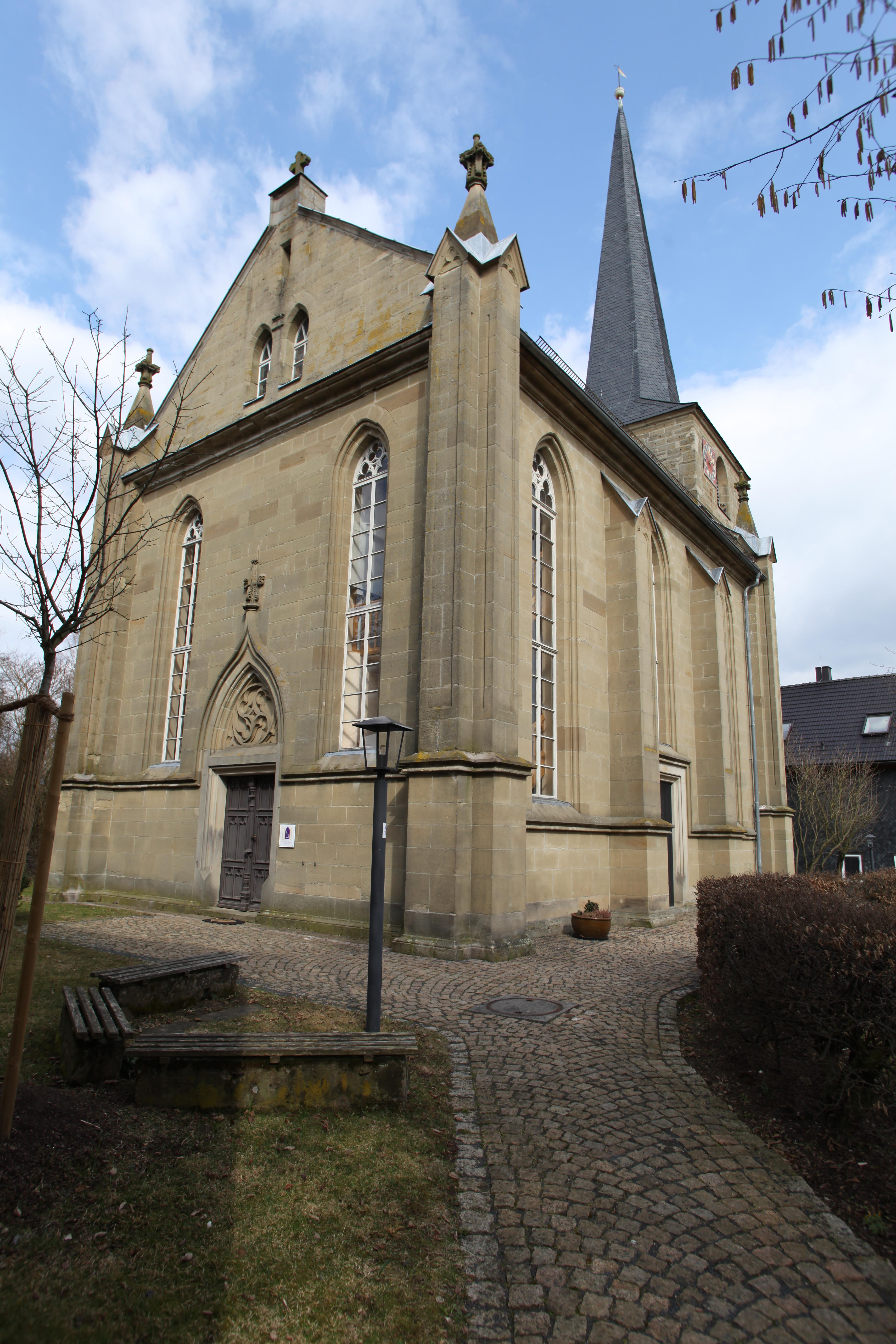
Evangelische Kirche in Elsa
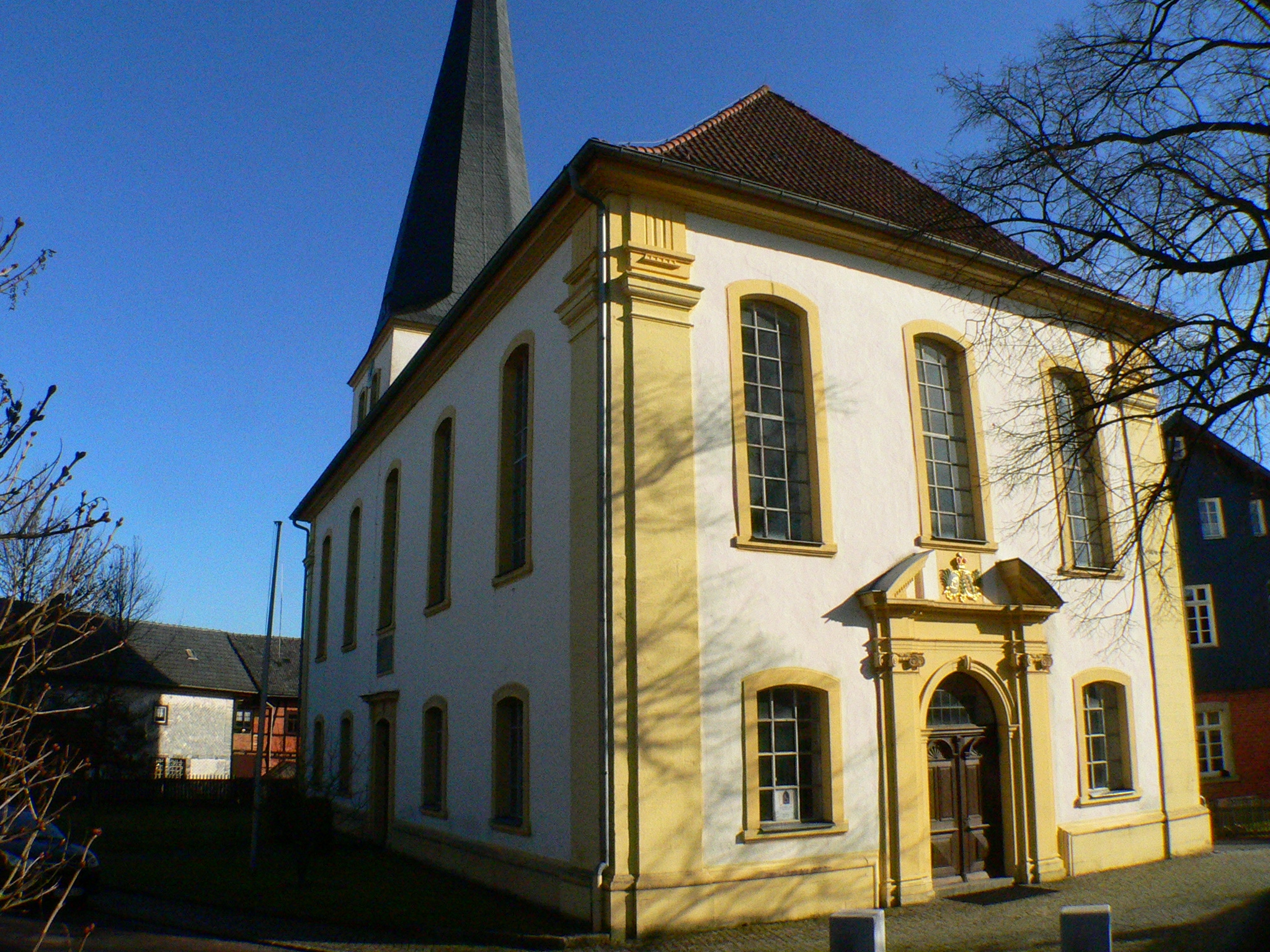
Marienkirche in Gauerstadt
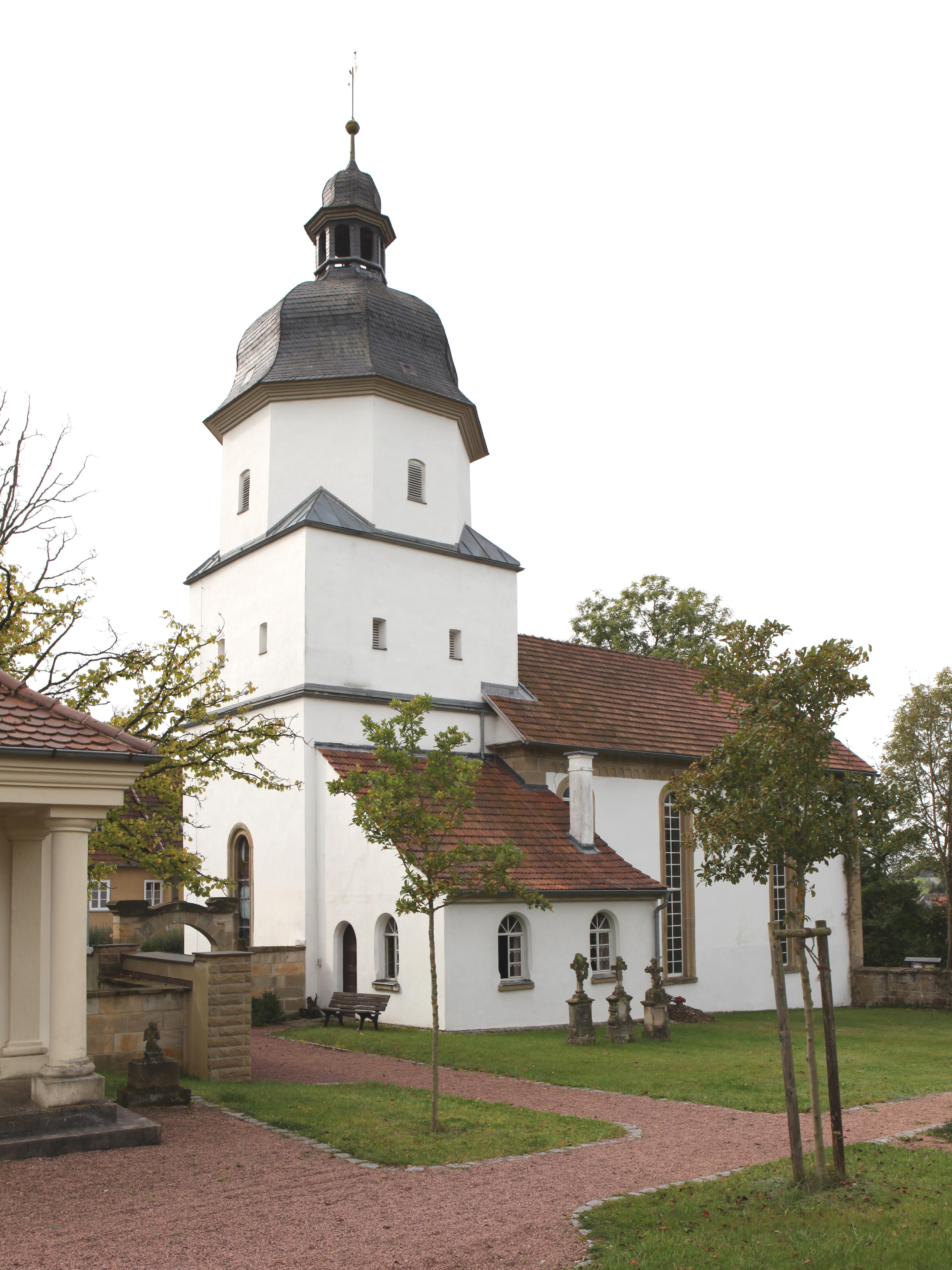
St. Nikolauskirche zu Heldritt
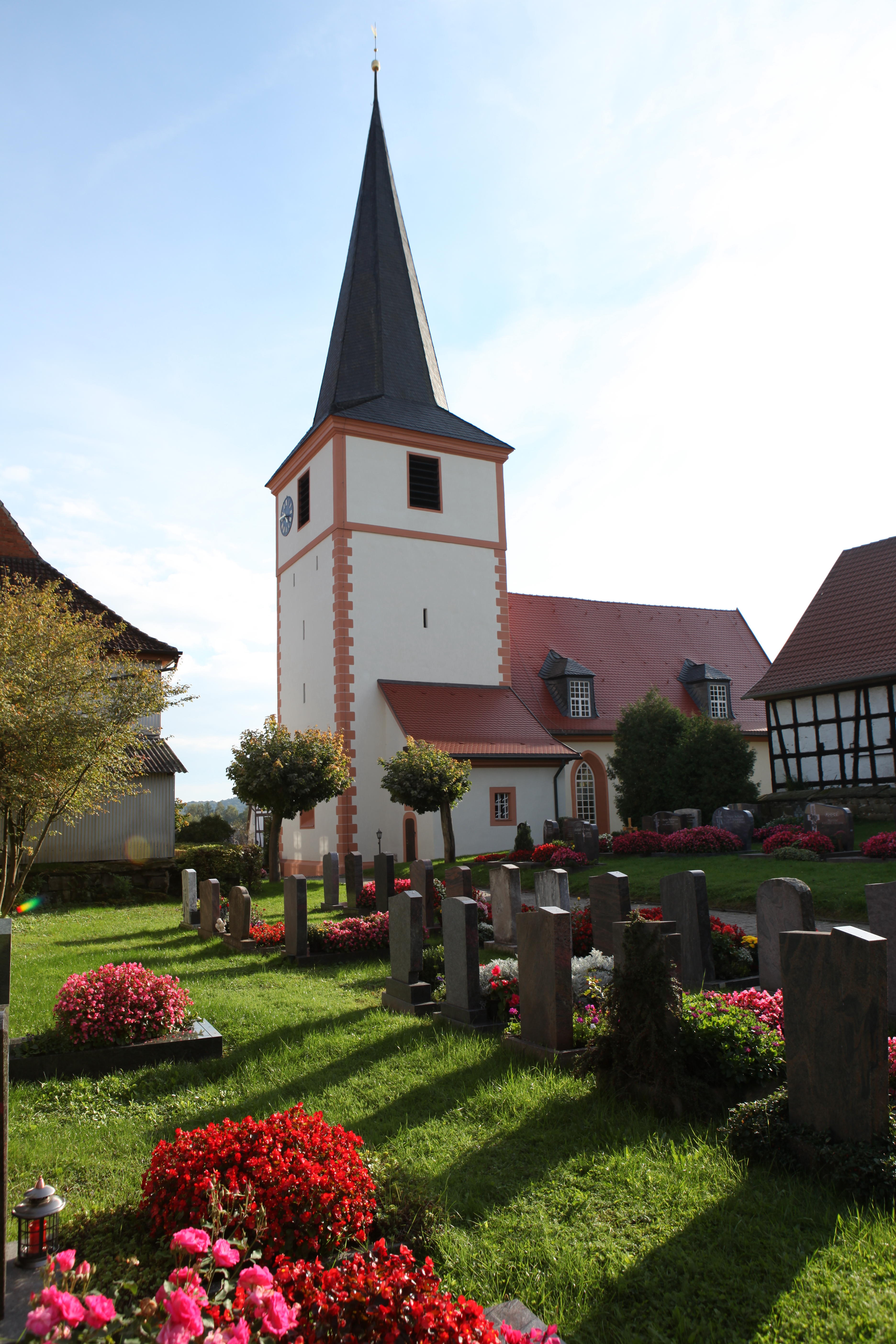
Evangelische Margarethenkirche in Roßfeld
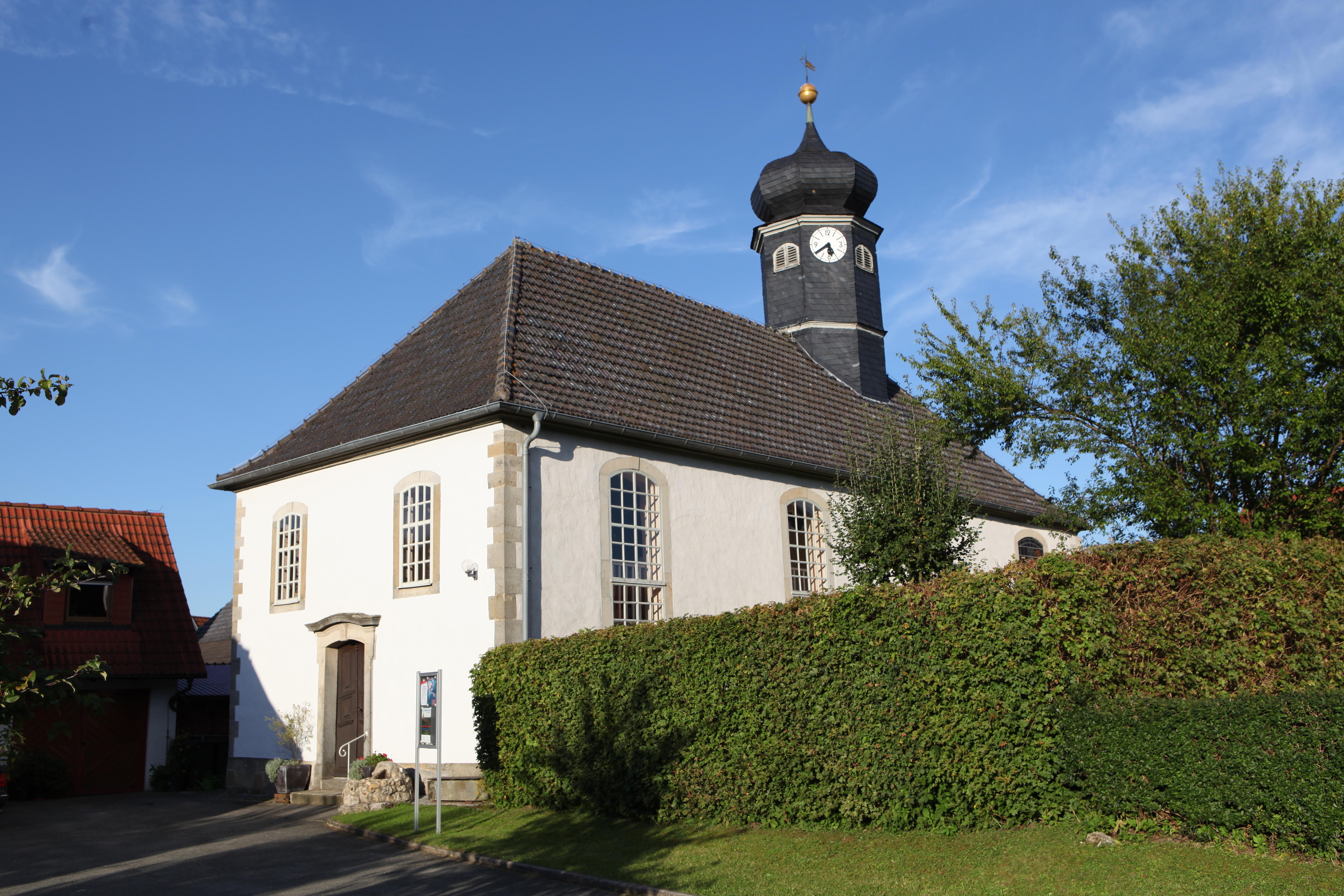
Evangelische Filialkirche St. Paulus in Grattstadt

### Parks
- Kurpark zwischen dem Thermalbad, der Kurklinik und dem Seniorenwohnheim. Er wurde 1989 angelegt.
- Park am Wallgraben und entlang der alten Stadtmauer mit sehr altem Baumbestand.
- Rückertweg an der Stadtmauer, zu Ehren Friedrich Rückerts angelegt. Entlang der Stadtmauer sind Bronzetafeln mit Gedichten des fränkischen Dichters angebracht.
- Kleiner Kurgarten, oberhalb des Thermalbades. Dort findet jeden Sonntagmorgen ein Blaskonzert statt.

### Regelmäßige Veranstaltungen
- Jeden ersten Donnerstag im Monat (außer im Januar) findet auf dem Marktplatz und entlang der Heldburger Straße ein großer Krammarkt statt.
- An einem der Sonntage im Sommer findet die überregional bekannte Roesler-Boerse statt, die ihren Namen von der ehemaligen Feinsteingutfabrik Max Roesler herleitet. Das Thema dieser Börse ist Feinsteingut.
- Jedes Jahr im Juli findet seit 2001 der Tag der Europäer in Bad Rodach statt.
- Jedes Jahr wird am dritten Advent die Fränkische Weihnacht, der Weihnachtsmarkt der Stadt, abgehalten.

## Wirtschaft und Infrastruktur

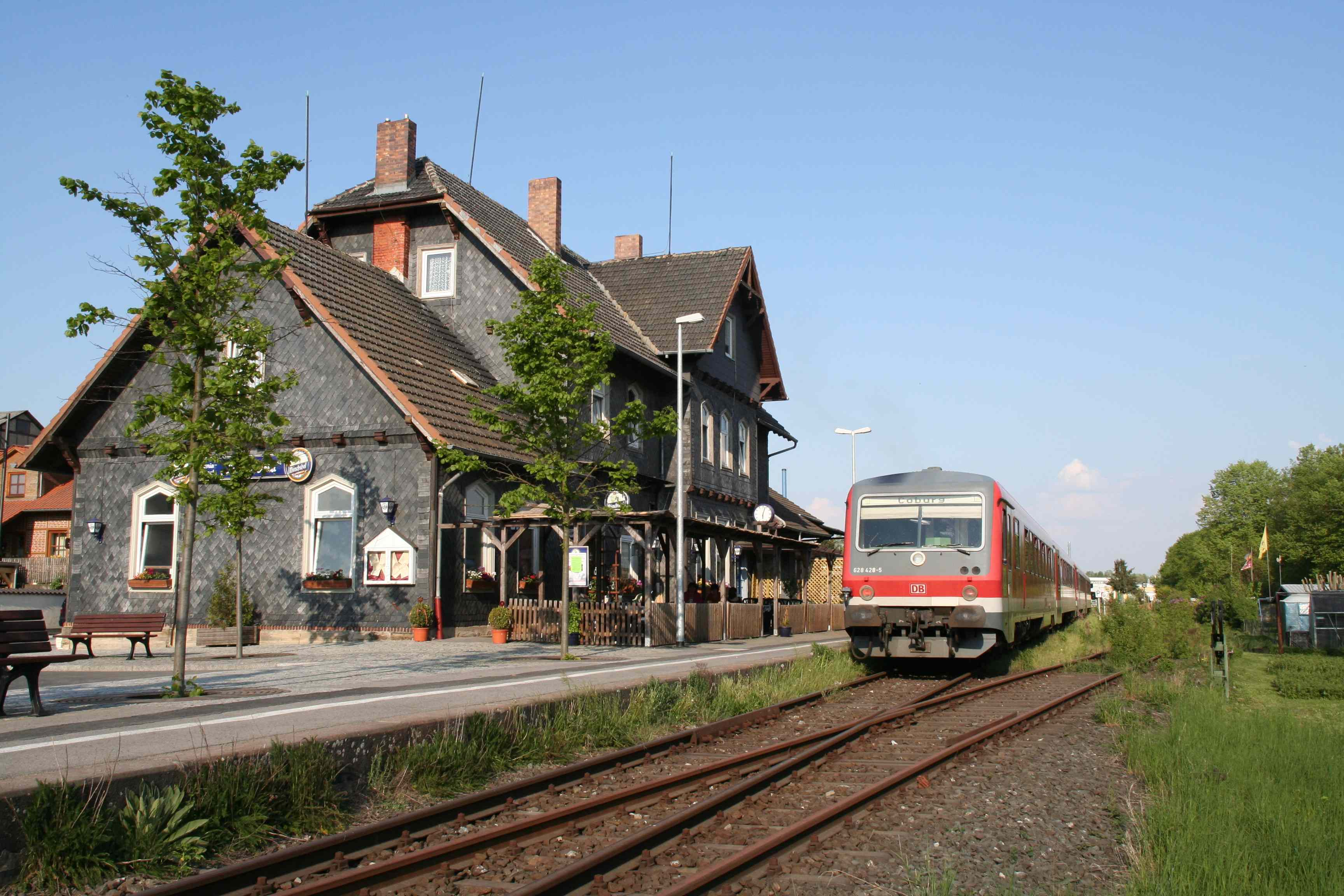
Bahnhof mit Dieseltriebwagen der DB (2006)

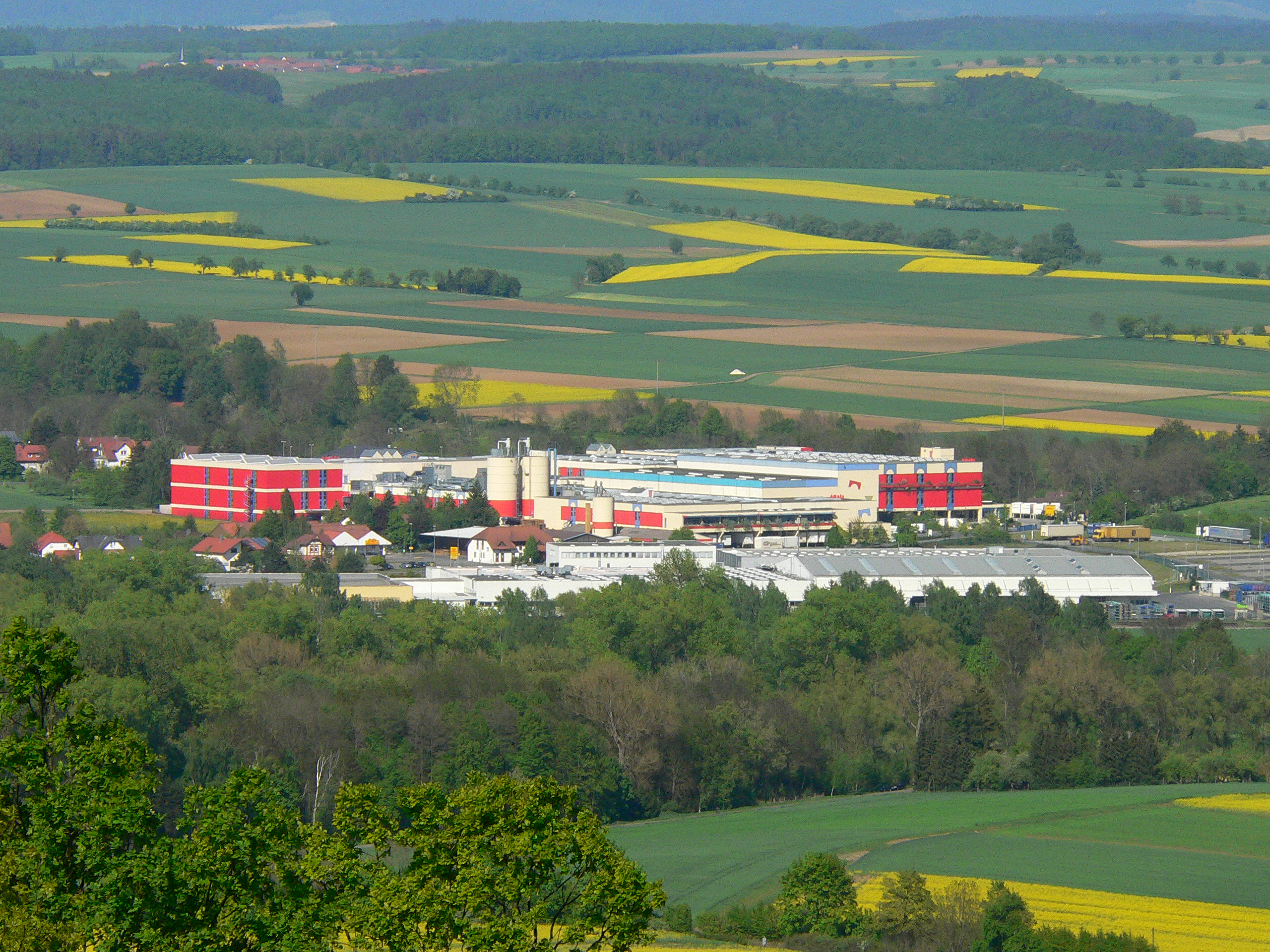
HABA-Werk III

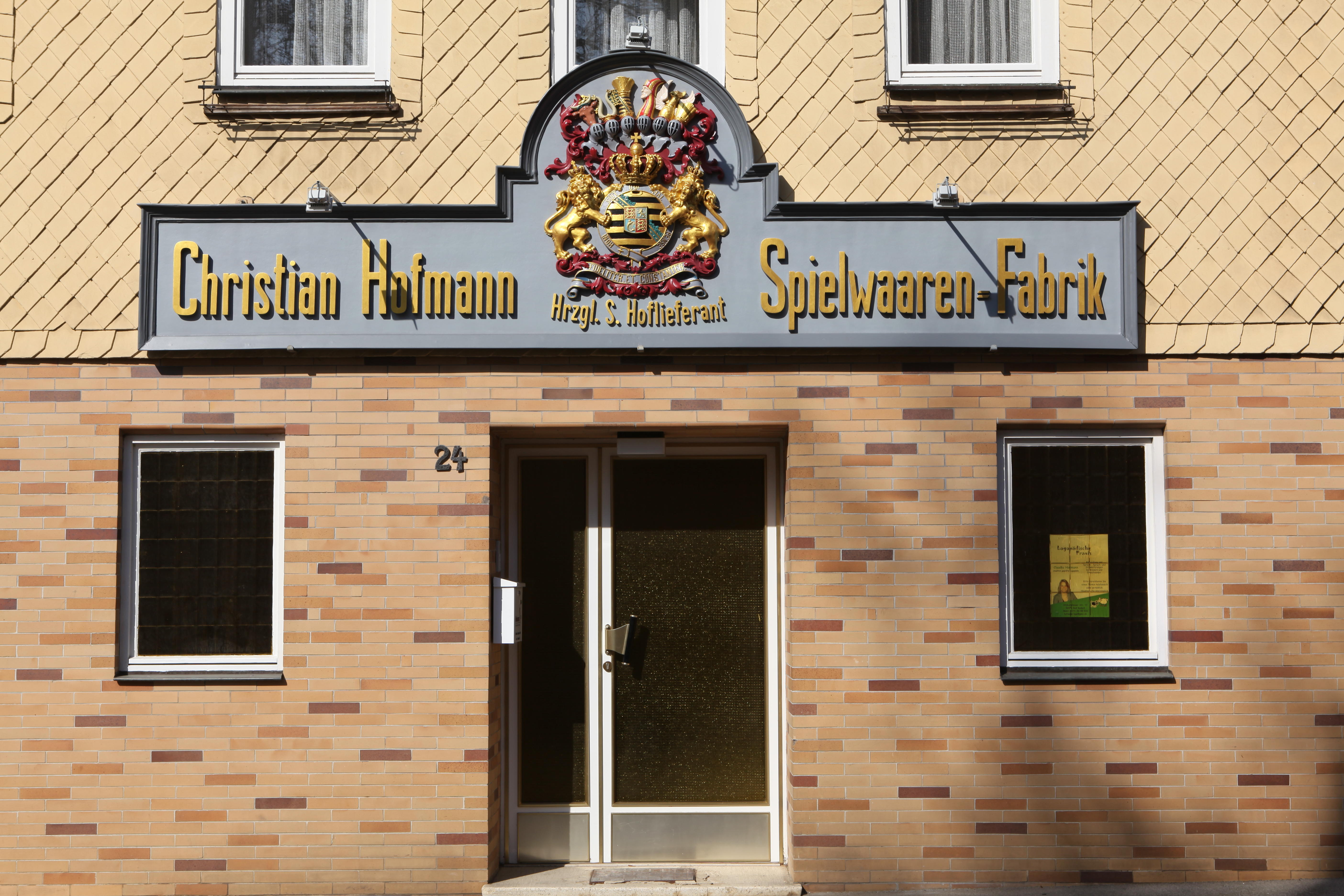
Christian Hofmann GmbH

Die Holz-, Kunststoff- und Spielwarenindustrie ist traditioneller Wirtschaftsschwerpunkt. Sie ist neben dem Tourismus immer noch ein wichtiger Wirtschaftszweig. Im Dezember 2014 hatte die Stadt 4036 Arbeitsplätze, 1428 Beschäftigte pendelten aus und 2739 nach Bad Rodach.:S. 286

### Verkehr
Die Staatsstraße 2205 führt von Coburg nach Bad Rodach und zur Thüringer Landesgrenze.
Die Bahnstrecke zwischen Bad Rodach und Coburg wurde nach Stilllegungsplänen in den 1980er Jahren bis Juni 2011 wieder regelmäßig im 2-Stunden-Takt durch die Deutsche Bahn (DB) befahren. Seitdem bietet das private Eisenbahnunternehmen Agilis auf der Verbindung einen Stundentakt an; dessen Züge verkehrten teilweise über Lichtenfels, Kulmbach und Bayreuth bis Weiden in der Oberpfalz, seit Dezember 2017 enden sie in der Regel in Coburg. 
Außerdem verkehrt eine Buslinie von Coburg über Bad Rodach nach Hildburghausen.

### Ansässige Unternehmen
Mit 1800 Mitarbeitern (Stand: 2023) ist die Firmengruppe HABA größter Arbeitgeber in der Stadt. Das Familienunternehmen wurde 1938 unter anderem von Eugen Habermaaß gegründet und produziert Spielzeug sowie Schul- und Kindergartenmöbel.
Die Valeo Klimasysteme GmbH, eine Tochtergesellschaft des Valeo-Konzerns, beschäftigt etwa 1100 Mitarbeiter in ihrem Rodacher Werk (Stand: 2019). Das Unternehmen stellt Heiz- und Klimaanlagen für die Fahrzeugindustrie her.
Ursprünglich stand auf dem Werksgelände an der Bahnstrecke Coburg–Bad Rodach die am 23. Juli 1894 von Max Roesler gegründete Max Roesler Feinsteingutfabrik. Im Jahr 1910 waren dort etwa 400 Personen beschäftigt. 1919 verkaufte Roesler die Aktiengesellschaft an das Dresdner Bankhaus Gebrüder Arnhold. Im Jahr 1938 übernahm die Dresdner Bank im Zuge der Arisierung jüdischen Eigentums das Vermögen des Bankhauses Gebrüder Arnold und wurde damit Besitzer der Max Roessler AG. Durch Vermittlung des nationalsozialistischen bayerischen Ministerpräsidenten Ludwig Siebert kauften die Siemens-Schuckertwerke das Unternehmen von der Dresdner Bank. Erst 1943 wurde der Firmenname in Siemens-Schuckertwerke Porzellanfabrik Rodach umbenannt. Mit bis zu 1000 Beschäftigten, darunter auch Zwangsarbeiter aus der UdSSR und Polen, wurden bis Ende des Krieges Porzellanisolatoren hergestellt. Nach Kriegsende folgte 1945 die Wiederaufnahme der Feinsteingut-Produktion, ab 1965 konzentrierte Siemens die Produktion auf die Herstellung von Kunststoffteilen im Spritzgussverfahren. 1995 verkaufte Siemens das Werk an Valeo.
Daneben gibt es unter anderem die 1878 gegründete Christian Hofmann GmbH, die bewegliche und unbewegliche Figuren für Schausteller und Parks fertigt.

### Bildung
Grundschule und Mittelschule sind vorhanden.

## Persönlichkeiten

### Ehrenbürger
- 1887: Heinrich Vetter, Stadtkämmerer[7]:S. 151
- 1897: Carl Christian Gempp, Apotheker[7]:S. 161
- 1917: Paul von Hindenburg, Generalfeldmarschall[18]
- 1920: August Grosch, Brauereibesitzer[7]:S. 192
- 1933: Adolf Hitler, Reichskanzler[7]:S. 210
- 1933: Hans Schemm, NSDAP-Gauleiter der Bayerischen Ostmark
- 1938: Ludwig Siebert, Bayerischer Ministerpräsident (NSDAP)[7]:S. 218
- 1938: Fritz Wächtler, NSDAP-Gauleiter der Bayerischen Ostmark
- 1938: August Greim, NSDAP-Kreisleiter in Coburg
- 1988: Luise Habermaaß, Unternehmerin[7]:S. 263
- 2011: Klaus Habermaaß, Unternehmer

### Persönlichkeiten, die in Rodach gewirkt haben
- Superintendent Christian Hohnbaum (1747–1825) war ein guter Freund von Friedrich Rückert und Gastgeber während seines Aufenthalts in Rodach. Er komponierte das Rodacher Weihnachtslied.
- Johann Heinrich Pertsch (1776–1844), Klassischer Philologe, war Superintendent und Oberpfarrer von Rodach
- Der Dichter Friedrich Rückert (1788–1866) verbrachte 1814 einige Tage in Rodach und schrieb sein Gedicht Idylle Rodach.
- Der Komponist Felix Draeseke (1835–1913) wurde in Coburg geboren und wuchs in Rodach auf. Sein Wohnhaus befand sich hinter dem Jagdschloss der Coburger Herzöge.
- Max Roesler (1840–1922) war jahrelang leitender Geschäftsführer der Wächtersbacher Keramikmanufaktur. Er machte sich 1894 in Rodach mit über 50 Jahren selbständig und gründete eine Feinsteingutfabrik. Nach persönlichen Schicksalsschlägen verkaufte Roesler 1919 die Firma.
- Paula Roesler (1875–1941) war eine Dichterin und Künstlerin. Die Tochter von Max Roesler lebte von 1893 bis 1902 in Rodach. Sie wurde unter anderem durch ihre Scherenschnitte bekannt. Vier ihrer großformatigen Arbeiten hängen im Jagdschloss Bad Rodach.
- Curt Höfner (1899–1980), Bibliothekar
- Helmut Markwort (* 1936), Journalist, Verlagsmanager und ehemaliger Chefredakteur sowie Herausgeber des Nachrichtenmagazins Focus, verbrachte einen Teil seiner Jugend in Bad Rodach. Er kam mit seiner Familie dort während des Zweiten Weltkriegs unter und besuchte die Volksschule.

## Sonstiges
1775 fiel in der Nähe des Ortes ein rund 2,9 Kilogramm schwerer, nicht näher klassifizierter Steinmeteorit. Er wurde unter dem offiziellen Namen Rodach registriert.